# QR Limited
QR Limited war eine Eisenbahngesellschaft im Bundesstaat Queensland in Australien.

## Geschichte
Die Gesellschaft wurde 1865 als Queensland Government Railways gegründet. Die ursprüngliche Staatsbahn, später Queensland Rail, wurde 1999 von einer behördlichen Struktur nach unternehmerischen Gesichtspunkten neu aufgestellt, blieb aber komplett im Staatseigentum. 2002 wurde die Northern Rivers Railroad mit Sitz in Casino in New South Wales integriert und führte den Eisenbahnverkehr zwischen beiden Bundesstaaten. 2007 wurde „Queensland Rail“ in „QR Limited“ umgegründet, und erhielt damit eine privatrechtliche Rechtsform als Gesellschaft mit beschränkter Haftung.
2009 entschied die Regierung von Queensland, die Bahnaktivitäten des Staates in einen kommerziellen Teil QR National Limited und den nicht-kommerziellen Teil – vorrangig den Nahverkehr im Großraum Brisbane voneinander zu trennen. Die Anteile der kommerziellen QR National Limited sollen verkauft werden, wobei der Staat zwischen 25 und 40 % der Anteile selbst behalten will. Diese Umstrukturierung trat mit dem 1. Juli 2010 in Kraft. Seit Jahresende 2010 werden die Anteile verkauft. Es wird ein Verkaufserlös von 7 Milliarden AU$ erwartet.
2012 wurde QR National in Aurizon Holdings Limited umfirmiert.

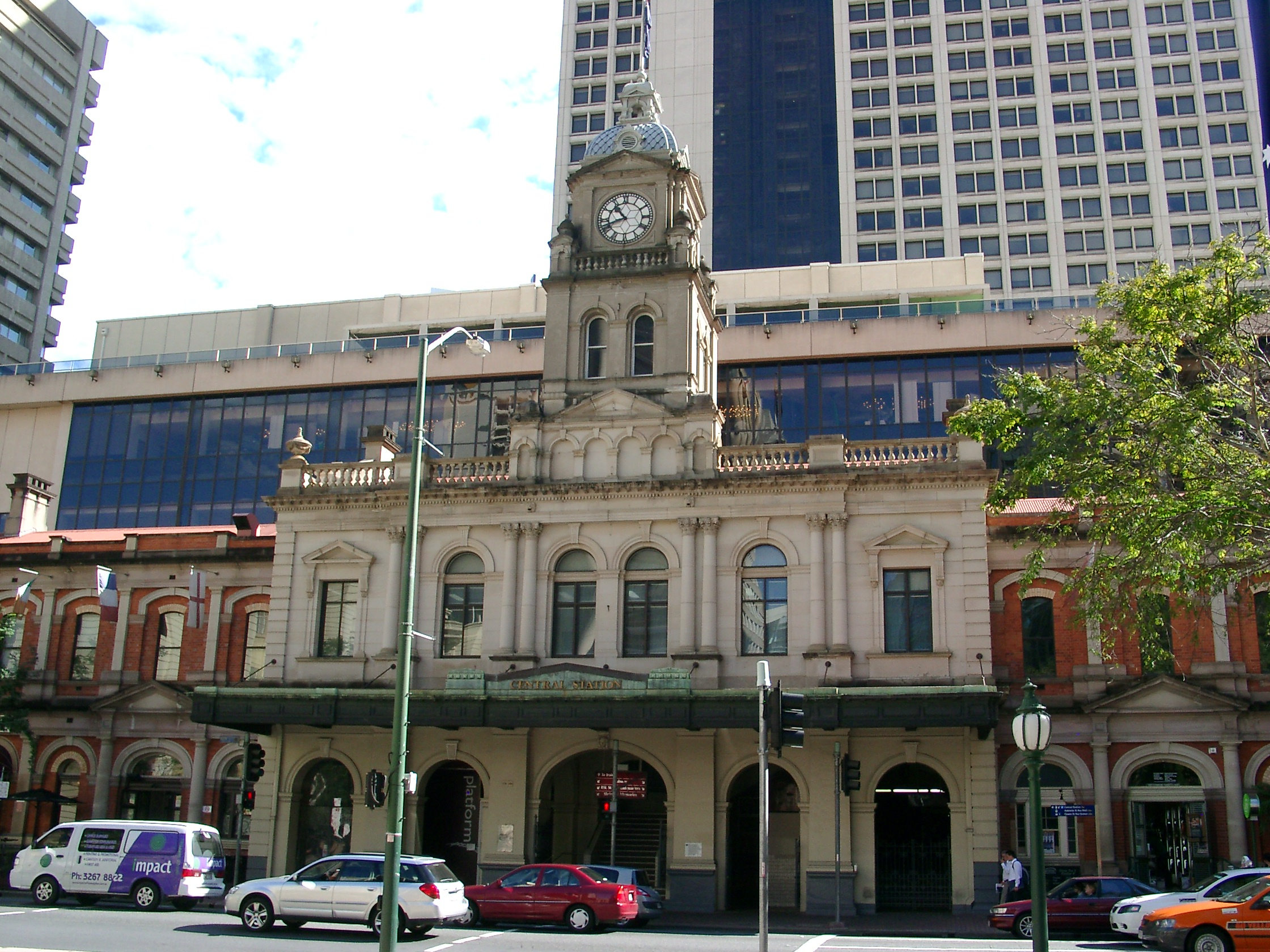
Brisbane Hauptbahnhof
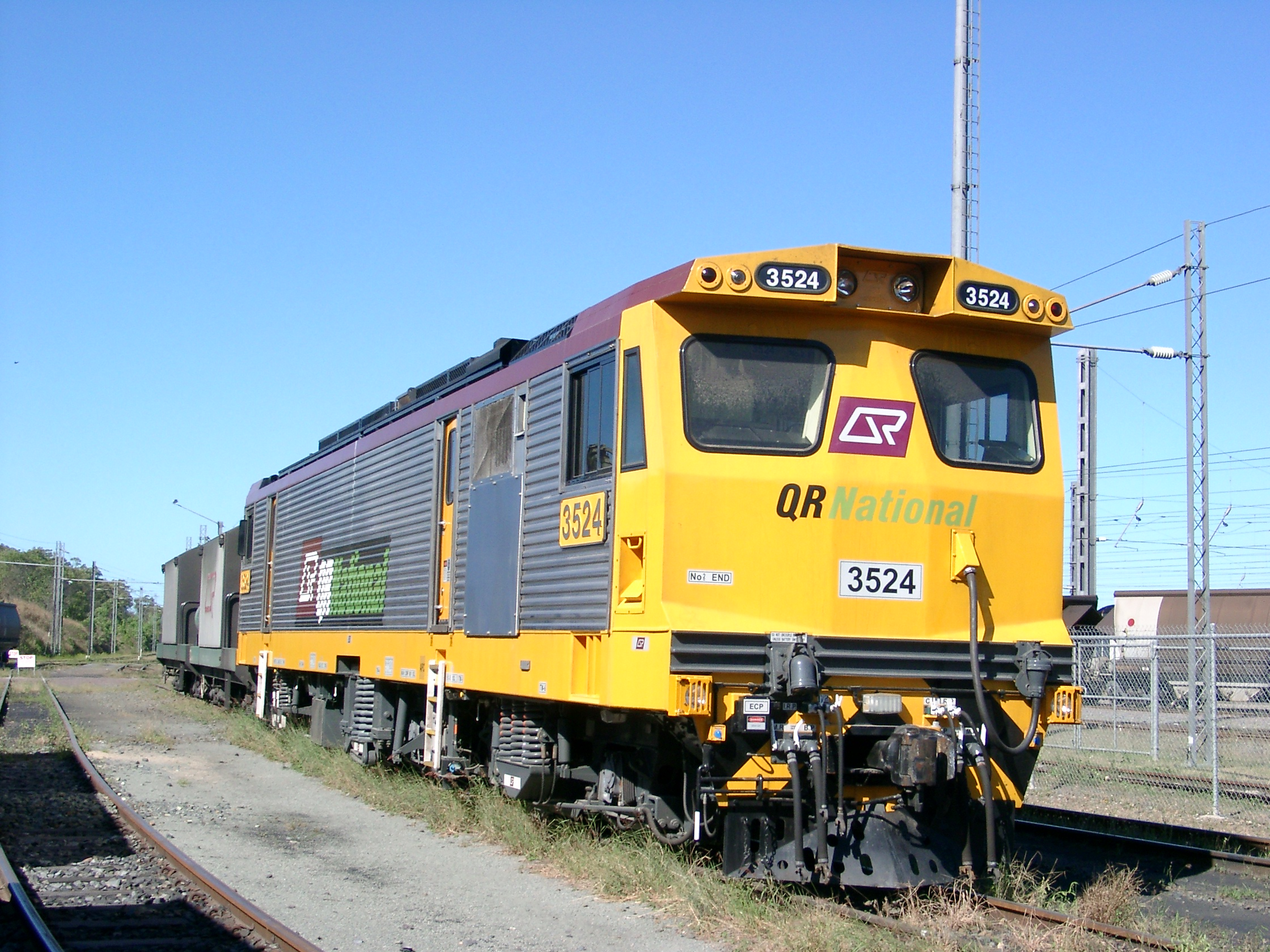
Lokomotive der Reihe 3500

## Fahrzeuge
1936 war die Queensland Government Railways im Besitz von 750 Lokomotiven, 67 Triebwagen, 998 Personenwagen, 94 Packwagen, 177 Güterzugbegleitwagen und 18.699 Güterwagen.
Queensland Rail verfügte am 30. Juni 2008 über 717 Lokomotiven. Beispiele dafür sind die QR 3700 und die QR 3800. Das Netz der Bahngesellschaft ist kapspurig ausgeführt.